# Fjällhornspindel
Fjällhornspindel (Horcotes strandi) är en spindelart som först beskrevs av Sytshevskaja 1935.  Fjällhornspindel ingår i släktet Horcotes och familjen täckvävarspindlar. Arten är reproducerande i Sverige. Inga underarter finns listade i Catalogue of Life.